# 爆冷 (馬)
爆冷（英語：Viva Pataca，來港前稱Comic Strip），是一匹曾在英國和香港出賽的已退役賽駒，來港後練馬師是約翰摩亞，2005/2006馬季最佳長途馬、2006/2007馬季最佳中距離馬、2007/2008馬季最佳中距離馬和最佳長途馬、2008/2009馬季最佳中距離馬、最佳長途馬和香港馬王，以及2010/2011馬季終身成就獎得主。「爆冷」曾經是香港賽馬史上取得最多獎金的賽駒，記錄於2019年4月28日才被另一香港馬王「美麗傳承」所破。除此之外，「爆冷」是沙田馬場草地2400米的場地紀錄保持者。競賽生涯中兩勝國際一級賽。

## 競賽生涯

### 英國
Comic Strip在2歲時在英國出賽，總共出賽7次，有良好表現，在處女馬比賽拋離4個馬位勝出，曾贏得一場2歲表列賽銀盃錦標，2歲時總共累積5場頭馬。相隔大半年2005年7月在古活馬場一場三歲馬讓賽出賽後，馬主將Comic Strip賣給澳門賭王何鴻燊。何鴻燊安排牠在香港出賽。

### 香港

#### 2005-2006年馬季
2006年1月1日首度在草地1400米亮相，由英國時多次策騎牠的桑迪斯策騎，從容後上，跑得一席第三。接著轉跑1600米，再由蘇銘倫策騎下，贏得兩場第二班1600米賽事，第二次更在直路上抽出外欄，以超過三個馬位拋離對手。
由於爆冷在兩場比賽有出色表現，被提名為香港打吡大賽出賽名單，賽事當日臨場被捧成大熱門，雖然轉到最後直路時曾因為擠迫而受阻，最後二百五十米望空，到200米已經彈離其他對手，輕鬆取得冠軍，終為何鴻燊成為馬主以來第一次香港打吡大賽冠軍。跟著首次參加國際一級賽愛彼錶女皇盃，最終取得第六。5月28日，在香港冠軍暨遮打盃出賽，受到愛彼錶女皇盃亞軍自由行挑戰，最終險勝對手。季後成為冠軍人馬獎的最佳長途馬獎。

#### 2006-2007年馬季
爆冷季初表現比較乏善可陳，但仍然能夠在每一場賽事取得獎金，第一場比賽是三級賽沙田錦標，沿途落後甚遠，最終後上太遲只得第五，跟著出戰香港盃預賽，最後直路時後上反應一般，僅得一席第三。12月10日，首次參與國際一級賽香港盃，直路上表現良好，但仍然不對居前馬匹的表現，跑回一席第四，自此之後就與長途馬爪皇凌雨多次交手。1月出戰1600米董事盃，屈居於好利威之下，只能跑回第三。3月4日在香港金盃與爪皇凌雨正面交鋒，僅以頸位敗給爪皇凌雨。然後在愛彼錶女皇盃後，直路上最後三百米望空，最後輕鬆勝出。6月3日在香港冠軍暨遮打盃再與爪皇凌雨比拼，兩匹馬在過終點時將第三名爆炸抛離超過8個馬位，最終爆冷取得勝利。
在季末的冠軍人馬獎中，成為了最佳中距離及長途馬匹，不過在香港馬王及最受公眾歡迎馬匹飲恨於爪皇凌雨之下。

#### 2007-2008年馬季
2007-08年馬季，此駒主要由該季馬房主帥白德民策騎。馬主何鴻燊曾經安排爆冷出征澳洲覺士盾，不過當牠進入隔離營準備出發的時候，因為當時全澳洲受到馬匹流感病毒侵襲，結果練馬師及馬主決定取消行程；而他們亦報名參加美國育馬者盃草地大賽，最終決定退出。
爆冷在季內第一場比賽沙田錦標負133磅之下取得第7。接著11月的香港盃預賽，雖然僅以一個馬位力壓包裝大師來犯，但是最後輕鬆後上，最後更加收韁取勝，以冠軍衝過終點。12月9日出戰香港盃，被捧成大熱門，但在最後直路因為被威滿蹄的走勢影響下受阻，雖然曾威迫威滿蹄，但仍以半個馬位之差僅負於威滿蹄，賽後騎師靳能提出抗議，最終被競賽小組裁定抗議無效。
爆冷今季主要目標是奪得三冠大賽冠軍及成為香港馬王，要先成為三冠王，就必需要贏得董事盃，過去只有翠河成為三冠王者，雖然香港一哩錦標冠軍好爸爸亦有出戰董事盃，但臨場大熱門仍是爆冷，可惜整場賽事後上只能與中距離馬保持均速，只得一席季軍。2月24日在香港金盃上陣，爆冷以輕鬆的姿態拋離其他馬匹取勝。
3月29日首次代表香港在外國比賽，第一場賽事是詩柏馬場的杜拜司馬經典賽上陣，面對外檔的不利因素下，最後直路一路殺上，但是仍然不敵率先突圍陽光經典兩個多馬位奪一席亞軍，4月27日出戰愛彼錶女皇盃，雖然最後直路已抽出外檔衝刺，不過後勁速度一般，遠被雕塑家帶離，雖原來有機奪得亞軍，不過被希臘寶馬趕過，僅得季軍。
5月25日，爆冷出戰香港冠軍暨遮打盃挑戰三連冠，被捧成大熱門，比賽仍留守中後位置，直路時受到旺國手的影響，抽出外欄追上，與率先突圍包裝大師激戰，不過留前的包裝大師仍有餘力，以半個馬位之差擊敗爆冷。
季後，爆冷再度囊括冠軍人馬獎的最佳中距離及長途馬匹的榮譽。

#### 2008-2009年馬季

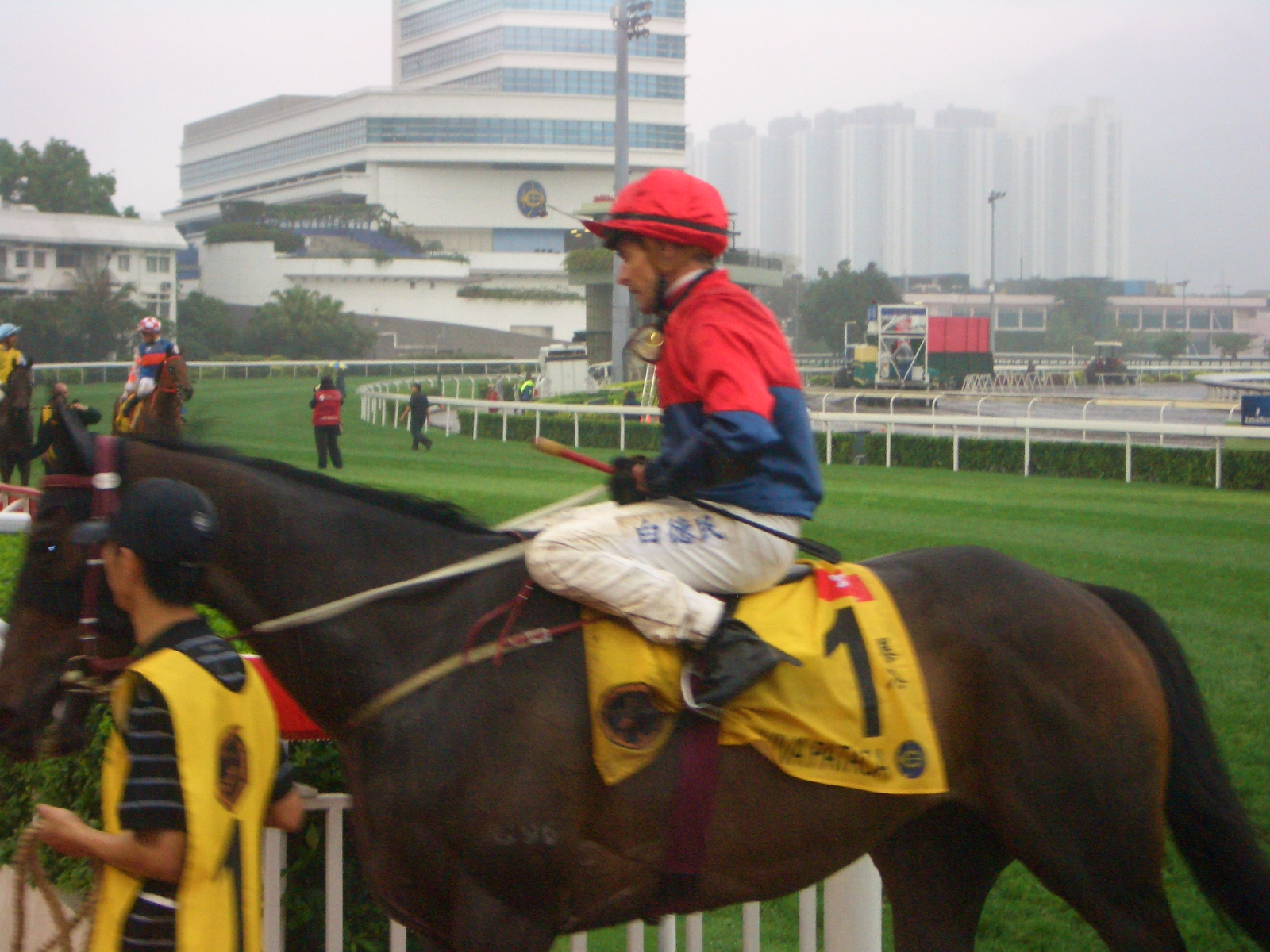
爆冷在愛彼錶女皇盃奪亞後，返回凱旋門過磅。

爆冷今季第一場賽事是10月26日舉行的沙田錦標，由於一哩不是牠擅長的路途，加上負133磅，最後賠率為22倍的冷門，在比賽抽出外檔，卻交出了強勁的後上，未段400米造出21.42秒時間，輕鬆超越了再領風騷及時尚風奪冠。由於當天出現多場意外戰果，加上爆冷，名副其實地首次在港以冷門身份勝出賽事，因而造成一時話題。11月16日香港盃預賽亮相，獨贏賠率只有1.3倍，在直路與厚利多給予爆冷壓力，但是爆冷加速有佔有明顯優勢，勝出此場賽事。爆冷在12月14日香港盃賽事中，留守中後位置，但在直路一路被困，影響了速度，到最後一百多米才能發力，結果只得第四。
2009年1月24日出戰董事盃，由於主帥白德民受傷，因此有關方面再次召回靳能策騎，但在比賽時未能交出沙田錦標時的後上，一早讓好爸爸突圍，最終爆冷未能超越友誼至上得第三，連續三年在此項賽事得季軍。然後是2月22日舉行的香港金盃，由於沒有馬跟著領放的爆炸，由此守在較前的位置，在直路已經超越了率先突圍的包裝大師，並將優勢帶回終點取得勝利。在出戰愛彼錶女皇盃前，以主席錦標作熱身，在直路找到內欄後上，但被前領馬受困，找到宣後再度發力終得第三。
爆冷在之後角逐4月26日舉行的愛彼錶女皇盃，起步後守在爆炸後方，在中段稍為留後，直路反應威好一路帶出，在最後與百威勝爭奪冠軍，但百威勝反應較佳，終被百威勝拋離只得亞軍。爆冷5月31日角逐香港冠軍暨遮打盃，排位前，白德民選騎閒話一句，改配馬偉昌。比賽中，跟得頗前，在最後挑戰率先帶出的自由好，在最後順利超越對手勝出，第一次在季內贏得三冠大賽兩項冠軍。
在季尾的冠軍人馬獎中，爆冷終成為香港馬王，並蟬聯最佳中距離馬及長途馬兩個獎項。

#### 2009-2010年馬季
爆冷第一場的賽事是沙田錦標，同樣因白德民棄騎而由馬偉昌策騎，雖然後段交出後上，但是未能威脅頭馬，力拼下僅得第四。接著在香港盃預賽爆冷獲白德民選騎，被捧成大熱門。但是在步速慢的情況下留得太後，加上在直路抽出大外疊追上，結果只得第七，由白德民棄騎的閒話一句勝出。是次白德民對爆冷的騎法惹來不少馬迷非議。
接著出戰香港瓶，在較早前的香港國際賽事報名爆冷只報名角逐香港瓶，在直路一早跟上前列，不過在200米乏力，只得第六。賽後宣佈放棄董事盃，改為角逐較長路程的三級賽百週年紀念銀瓶，需要負重磅上陣，轉自直路反應不差，但是不及率先突圍的好日子、怡勝及好先生跑第四。
2月28日角逐香港金盃，今場留在較前的位置，直路抽出外疊角逐，但是受到其他馬影響，未能發揮後上，未能對前列馬匹作出威脅，只能跑第六而回。4月4日在主席錦標中只負123磅，在直路從內殺上，最後穩佔一席季軍。三星期後在愛彼錶女皇盃中視為半冷，大摩賽前有信心與閒話一句包辦連贏。起步跟前，守在第四位，面對賽事的極慢步速，直路開始向外望空，最後100米力抗極品絲綢及壁虎夢取勝。勝出此賽事後取代爪皇凌雨成為取得最多獎金的香港賽駒。
接著出戰香港冠軍暨遮打盃，在大雨情況下，爆冷留在中間，當最後直路迫近領放馬威利旺旺的時候，未能進一步發力，只能跑第三而回。

#### 2010-11年馬季

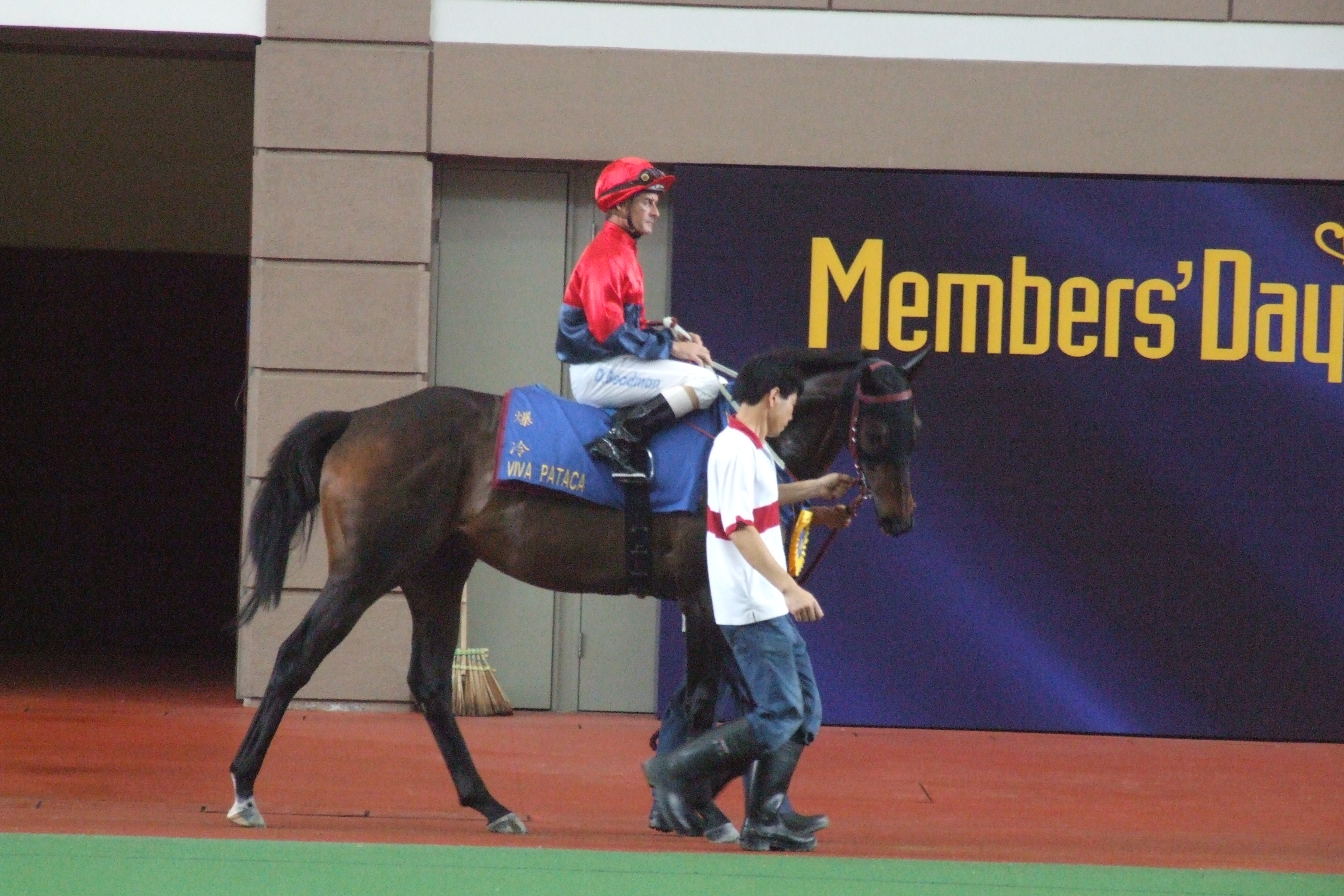
爆冷最後一次為馬迷亮相。

約翰摩亞在季初曾經表示，2010-11年馬季可能是牠最後一季的比賽。爆冷復出首場賽事是馬會一哩錦標，由郭能策騎，在受制於慢步速下跑第五而回。接著爆冷角逐香港瓶，馬匹選擇跟前，守在一個不錯的位置，但在直路中已經無以為繼，只能跑第八而回。賽後白德民指馬匹準備不足。此外騎師白德民為盡早將馬匹尋找遮擋，在第一次過終點前因找位影響到溫徹斯特失蹄而犯規，白德民被罰停賽。其後角逐董事盃，在全程未能威脅對手下，以第九名完成。
於香港金盃跑回一席接近的第四後，於女皇盃再與白德民合作，結果以第五名完成。之後於香港冠軍暨遮打盃跑第三而回，大摩建議此駒於今季過後退役，於2011年6月8日正式申請退役，並在6月26日於沙田馬場舉行歡送儀式。爆冷獲得冠軍人馬獎中的終生成就獎。
2012年2月7日，爆冷被運抵澳門，並於澳門賽馬會騎術訓練學校定居，享受退役生活。

## 詳細賽績
| 日期       | 馬場   | 距離     | 級別 | 賽事名稱         | 負重 | 騎師     | 名次/出馬 | 時間      | 與頭馬距離 | 頭馬（二馬）    |
| ---------- | ------ | -------- | ---- | ---------------- | ---- | -------- | --------- | --------- | ---------- | --------------- |
| 12/7/2004  | 南圍   | 沙1200   |      | 2歲馬處女馬賽    | 125  | 桑迪斯   | 1/9       | 1:16.8    | 4          | (Dane's Castle) |
| 19/7/2004  | 比華利 | 草7F100Y |      | 勝出0-2場條件賽  | 128  | 桑迪斯   | 4/8       | (1:33.6)  | 12         | Where With All  |
| 11/9/2004  | 車士達 | 草7F2Y   |      | C2班讓磅賽       | 129  | 曉斯     | 1/7       | 1:27.1    | 1.5        | (Rowan Lodge)   |
| 18/9/2004  | 艾雅   | 草8F     |      | 1班讓磅賽        | 134  | 桑迪斯   | 1/11      | 1:50.0    | 1          | (Hallhoo)       |
| 2/10/2004  | 葉森   | 草8F114Y |      | 2歲馬條件讓磅賽  | 123  | J Mackay | 1/5       | 1:48.1    | 2.5        | (Rocamadour)    |
| 18/10/2004 | 潘德法 | 草8F4Y   | L    | 銀盃錦標         | 123  | 桑迪斯   | 1/9       | 1:46.4    | 3.5        | （醒目丹尼）    |
| 18/7/2005  | 古活   | 草9F192Y |      | 3歲2班讓磅賽     | 133  | 桑迪斯   | 4/11      | (2:09.2)  | 5.5        | Enforcer        |
| 1/1/2006   | 沙田   | 草1400   |      | 第二班讓賽       | 119  | 桑迪斯   | 3/13      | 1:22.9    | 1          | 終身美麗        |
| 15/1/2006  | 沙田   | 草1600   |      | 第二班讓賽       | 128  | 蘇銘倫   | 1/14      | 1:35.5    | 短馬頭     | （如雷）        |
| 19/2/2006  | 沙田   | 草1600   |      | 第二班讓賽       | 126  | 蘇銘倫   | 1/14      | 1:35.1    | 3 1/4      | （如雷）        |
| 26/3/2006  | 沙田   | 草2000   | HKG1 | 香港打吡大賽     | 126  | 蘇銘倫   | 1/14      | 2:04.6    | 1 3/4      | （喜得法）      |
| 23/4/2006  | 沙田   | 草2000   | G1   | 愛彼錶女皇盃     | 126  | 巫斯義   | 6/13      | 2:02.7    | 4 1/2      | 幻彩光華        |
| 28/5/2006  | 沙田   | 草2400   | HKG1 | 香港冠軍暨遮打盃 | 126  | 靳能     | 1/9       | 2:29.7    | 3/4        | （自由行）      |
| 15/10/2006 | 沙田   | 草1600   | HKG3 | 沙田錦標         | 129  | 冼毅力   | 5/13      | 1:33.9    | 2 1/4      | 綠色駿馬        |
| 12/11/2006 | 沙田   | 草2000   | HKG2 | 香港盃預賽       | 128  | 冼毅力   | 3/7       | 2:02.5    | 5          | 終身美麗        |
| 10/12/2006 | 沙田   | 草2000   | G1   | 香港盃           | 128  | 蘇銘倫   | 4/12      | 2:02.3    | 3 1/2      | 自豪            |
| 28/1/2007  | 沙田   | 草1600   | HKG1 | 董事盃           | 126  | 蘇銘倫   | 3/13      | 1:34.4    | 1 3/4      | 好利威          |
| 4/3/2007   | 沙田   | 草2000   | HKG1 | 香港金盃         | 126  | 靳能     | 2/8       | 2:04.5    | 頸位       | 爪皇凌雨        |
| 29/4/2007  | 沙田   | 草2000   | G1   | 愛彼錶女皇盃     | 126  | 靳能     | 1/10      | 2:01.9    | 1 3/4      | （爪皇凌雨）    |
| 3/6/2007   | 沙田   | 草2400   | HKG1 | 香港冠軍暨遮打盃 | 126  | 靳能     | 1/7       | R2:24.6   | 3 1/4      | （爪皇凌雨）    |
| 21/10/2007 | 沙田   | 草1600   | HKG3 | 沙田錦標         | 133  | 白德民   | 7/14      | 1:33.5    | 2 1/2      | 紙醉金迷        |
| 11/11/2007 | 沙田   | 草2000   | HKG2 | 香港盃預賽       | 128  | 白德民   | 1/11      | 2:01.5    | 1          | （包裝大師）    |
| 9/12/2007  | 沙田   | 草2000   | G1   | 香港盃           | 126  | 靳能     | 2/7       | 2:02.9    | 1/2        | 威滿蹄          |
| 20/1/2008  | 沙田   | 草1600   | HKG1 | 董事盃           | 126  | 白德民   | 3/8       | 1:34.7    | 3          | 好爸爸          |
| 24/2/2008  | 沙田   | 草2000   | HKG1 | 香港金盃         | 126  | 白德民   | 1/8       | 2:03.9    | 2 3/4      | （俊歡騰）      |
| 29/3/2008  | 詩柏   | 草2400   | G1   | 杜拜司馬經典賽   | 56*  | 白德民   | 2/16      | (2:27:45) | 2 3/4      | 陽光經典        |
| 27/4/2008  | 沙田   | 草2000   | G1   | 愛彼錶女皇盃     | 126  | 白德民   | 3/11      | 2:01.1    | 2          | 雕塑家          |
| 25/5/2008  | 沙田   | 草2400   | HKG1 | 香港冠軍暨遮打盃 | 126  | 白德民   | 2/10      | 2:27.4    | 1/2        | 包裝大師        |
| 26/10/2008 | 沙田   | 草1600   | HKG3 | 沙田錦標         | 133  | 白德民   | 1/13      | 1:34.71   | 3/4        | （再領風騷）    |
| 16/11/2008 | 沙田   | 草2000   | HKG2 | 香港盃預賽       | 128  | 白德民   | 1/8       | 2:02.41   | 1 1/4      | （厚利多）      |
| 14/12/2008 | 沙田   | 草2000   | G1   | 香港盃           | 126  | 白德民   | 4/14      | 2:01.57   | 4          | 飛鷹山          |
| 24/1/2009  | 沙田   | 草1600   | HKG1 | 董事盃           | 126  | 靳能     | 3/12      | 1:33.75   | 2 3/4      | 好爸爸          |
| 22/2/2009  | 沙田   | 草2000   | HKG1 | 香港金盃         | 126  | 白德民   | 1/8       | 2:04.61   | 頸位       | （包裝大師）    |
| 5/4/2009   | 沙田   | 草1600   | HKG2 | 主席錦標         | 128  | 白德民   | 3/12      | 1:33.98   | 2          | 再豐裕          |
| 26/4/2009  | 沙田   | 草2000   | G1   | 愛彼錶女皇盃     | 126  | 白德民   | 2/10      | 2:03.11   | 1          | 百威勝          |
| 31/5/2009  | 沙田   | 草2400   | HKG1 | 香港冠軍暨遮打盃 | 126  | 馬偉昌   | 1/8       | 2:27.34   | 頸位       | （自由好）      |
| 25/10/2007 | 沙田   | 草1600   | HKG3 | 沙田錦標         | 131  | 馬偉昌   | 4/14      | 1:34.90   | 1-1/2      | 包裝大師        |
| 15/11/2009 | 沙田   | 草2000   | HKG2 | 香港盃預賽       | 128  | 白德民   | 7/14      | 2:04.43   | 3-1/2      | 閒話一句        |
| 13/12/2009 | 沙田   | 草2400   | G1   | 香港瓶           | 126  | 白德民   | 6/13      | 2:27.92   | 2-1/2      | 大利來          |
| 7/2/2010   | 沙田   | 草1800   | HKG3 | 百週年紀念銀瓶   | 133  | 白德民   | 4/13      | 1:49.90   | 2          | 好日子          |
| 28/2/2010  | 沙田   | 草2000   | HKG1 | 香港金盃         | 126  | 馬偉昌   | 6/11      | 2:02.12   | 3-1/4      | 閒話一句        |
| 4/4/2010   | 沙田   | 草1600   | HKG2 | 主席錦標         | 123  | 馬偉昌   | 3/11      | 1:34.92   | 2-1/4      | 步步穩          |
| 25/4/2010  | 沙田   | 草2000   | G1   | 愛彼錶女皇盃     | 126  | 馬偉昌   | 1/9       | 2:04.97   | 頸位       | （壁虎夢）      |
| 30/5/2010  | 沙田   | 草2500   | HKG1 | 香港冠軍暨盃     | 126  | 白德民   | 3/7       | 2:38.87   | 2-1/2      | 好先生          |
| 21/11/2010 | 沙田   | 草1600   | G2   | 馬會一哩錦標     | 128  | 郭能     | 5/12      | 1:34.85   | 3          | 步步穩          |
| 12/12/2010 | 沙田   | 草2400   | G1   | 香港瓶           | 126  | 白德民   | 8/14      | 2.28.92   | 7-3/4      | 技藝精湛        |
| 31/1/2011  | 沙田   | 草1600   | HKG1 | 董事盃           | 126  | 馬偉昌   | 10/12     | 1:35.72   | 5          | 締造美麗        |
| 27/2/2011  | 沙田   | 草2000   | HKG1 | 香港金盃         | 126  | 馬偉昌   | 4/12      | 2:01.89   | 1-1/2      | 加州萬里        |
| 3/4/2011   | 沙田   | 草1600   | HKG2 | 主席錦標         | 128  | 馬偉昌   | 8/12      | 1:35.38   | 5-1/2      | 勁飛寶          |
| 1/5/2011   | 沙田   | 草2000   | G1   | 愛彼錶女皇盃     | 126  | 白德民   | 5/14      | 2:02.53   | 1-3/4      | 雄心威龍        |
| 29/5/2011  | 沙田   | 草2400   | G1   | 香港冠軍暨遮打盃 | 126  | 馬偉昌   | 3/8       | 2:28.66   | 3-1/4      | 火龍駒          |

- 英國賽馬官方賽程使用化郎為量度單位，1化郎約201米。
- 時間的括號為頭馬時間。
- 阿聯酋賽馬會官方重量單位為公斤。

## 同名馬匹
何鴻燊在1980年代初曾擁有另一匹「爆冷」（英文名稱也是Viva Pataca，父系Sugar Apple)。受惠於香港馬會修改打吡參賽條件， 容許所有四歲馬報名，牠亦成為史上唯一參加過兩屆打吡大賽的馬匹 (1980年及1981年)，競賽生涯總共取得六場賽事冠軍。

## 外部連結
- 香港賽馬會 （页面存档备份，存于）
- 血統表 （页面存档备份，存于）